# Nhạc Tuấn
Nhạc Tuấn (chữ Hán: 岳濬, ? – 1753), người Thành Đô, Tứ Xuyên, quan viên nhà Thanh trong lịch sử Trung Quốc.

## Thân thế
Tuấn có tổ tịch ở phủ Lâm Thao, tỉnh Cam Túc . Năm Khang Hi thứ 49 (1710), ông nội là Nhạc Thăng Long xin nhập tịch vào phủ Thành Đô, tỉnh Tứ Xuyên, nên cả nhà họ Nhạc đều dời về đấy. Cha là danh tướng Nhạc Chung Kỳ.

## Sự nghiệp
Tuấn nhờ thân phận Nhị phẩm ấm sanh nên được thụ chức Tây An đồng tri, rồi được cất nhắc nhậm chức ở Bắc Khẩu đạo (口北道) thuộc tỉnh Hà Bắc, sau đó được cất nhắc lần nữa làm Sơn Đông bố chánh sứ.
Năm Ung Chánh thứ 6 (1728), Tuấn được điều đến Sơn Tây, rồi được thự chức Sơn Đông tuần phủ. Nhạc Chung Kỳ cầm quân trấn áp Chuẩn Cát Nhĩ (1729), triều đình mệnh cho Tuấn đưa tiễn cha đến Túc Châu. Năm thứ 8 (1730), Nhạc Chung Kỳ được triệu về kinh sư để nghe phương lược đánh dẹp, Tuấn cũng nhận mệnh trở về tỉnh.
Năm Càn Long đầu tiên (1736), Tuấn xin miễn nộp gạo thuế đinh cho nơi bị ngập lụt là các huyện Đàm Thành, Lan Sơn ; sau đó ông được điều đi Giang Tây. Năm thứ 3 (1738), Tuấn xin miễn hơn 37000 lạng bạc Phù lương của phủ Nam Xương , tiếp đó xin mở kho lấy tiền tu sửa đê Trường Giang ở Phong Thành, cửa sông ở Tuấn Giang quan, kiến nghị thi hành chế độ Xã thương , đều được chấp thuận. Lưỡng Giang tổng đốc Dương Siêu Tăng hặc Tuấn cùng quan lại dưới quyền nhận hối lộ; ông bị kết tội, chịu đoạt quan.
Năm thứ 6 (1741), Tuấn được thụ giai Quang Lộc tự khanh, ra làm Phúc Kiến án sát sứ; sau 2 lần thăng chức, được làm Quảng Đông tuần phủ, rồi được điều đi Vân Nam. Lưỡng Quảng tổng đốc Trần Đại Thụ hặc Tuấn dùng lầm Lương đạo Minh Phúc, tạo điều kiện cho hắn tham ô , lại thêm việc chọn gỗ sửa đê, quan viên dưới quyền của ông gây ra nhiều sự gian đối; vì thế Tuấn bị triệu về kinh sư.
Năm thứ 18 (1753), Tuấn được thụ chức Hồng Lư tự Thiếu khanh, chuyển làm Thông chánh sứ Tham nghị. Cùng năm, Tuấn mất. Khi nhậm chức tuần phủ, Tuấn gây thất thoát lớn cho kho bạc, đến nay cha của ông là Nhạc Chung Kỳ xin lấy bổng lộc công tước của mình để khấu trừ hằng năm, Càn Long đế đặc mệnh miễn trừ.